# Thereza Santos
Jaci dos Santos (más conocida como Thereza Santos, Río de Janeiro, 7 de julio de 1930 - 19 de diciembre de 2012) fue una escritora, actriz, dramaturga, catedrática y activista brasileña en pro de los derechos de las mujeres y del denominado Movimento Negro en su país durante 50 años.

## Vida y obra
Nacida en el barrio carioca de Santa Teresa, decidió exiliarse en África tras ser arrestada a principios de la década de 1970 por su pertenencia al Partido Comunista de Brasil; ahí, fue una activa participante del movimiento de liberación de Guinea-Bissau y Angola, donde colaboró en proyectos de desarrollo cultural y alfabetización.
Junto a Eduardo de Oliveira, estrenó en 1973 la obra de teatro E, agora, falamos nós, la primera en su tipo interpretada exclusivamente por actores afrobrasileños.

### Obras
- Malunga Thereza Santos: a história de vida de uma guerreira (2008).
- Mulher negra, en coautoría con Sueli Carneiro (1985).
- Mulher negra. Política governmental e a mulher, en coautoría con Sueli Carneiro y Albertina de Oliveira Costa (1985).

### Filmografía
- Uma Aventura, capítulo Uma Aventura na Cidade (2000).
- O Dia do Músico (cortometraje, 1996).
- E As Pílulas Falharam (1976).
- Mulheres de Areia (telenovela, 1973).
- Signo da Esperança (telenovela, 1972).
- A Fábrica (teleserie, 1971).
- Cleo e Daniel (1970).
- Nino, o Italianinho (telenovela, 1969)
- Orfeo negro (1959).
- Obrigado, Doutor (1948).
- O Cortiço (1945).